# Protonaveta
Una Protonaveta, según algunos autores, sepulcro de triple paramento, según otros, es una estructura funeraria de carácter colectivo construida con técnica ciclópea (utilización de grandes piedras formando hiladas), de carácter funerario y exclusivo de la isla de Menorca. Tiene una planta circular y hasta tres paramentos concéntricos de piedra, rellenado por piedra pequeña, que conjuntamente forman un muro.  Se construyeron a finales del Calcolítico y fueron utilizadas hasta finales de la  Edad del Bronce o Periodo Pretalayótic de Menorca. Aunque tengan un enorme parecido con las navetas de enterramiento , no son de la misma cronología.

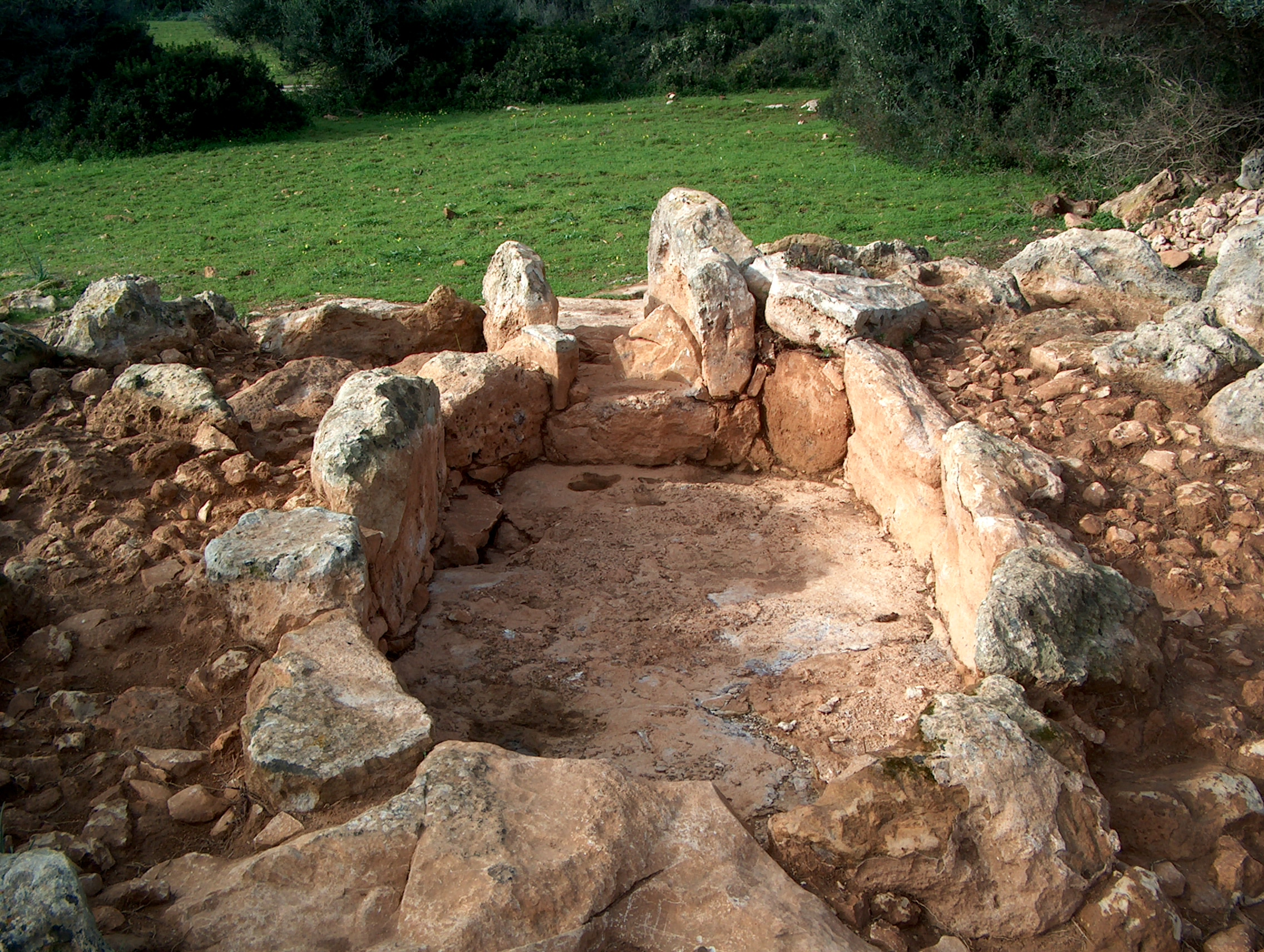
Protonaveta de Ses Arenes de Baix. Interior de la sala funeraria (Ciudadela). Fotografía Consejo Insular de Menorca

## Estructuras anteriores a las protonavetas o sepulcros de triple paramento
La evolución de las estructuras funerarias prehistóricas de Menorca no es directo, pero si que se han documentando edificios anteriores y posteriores a las protonavetas. Así pues, serían anteriores a las protonavetas o sepulcros de triple paramento, los sepulcros megalíticos, también llamados dólmenes. Una estructura funeraria construida con grandes losas con una cámara funeraria rectangular a la que se accede a través de un corredor de acceso el cual se entra a través de una losa perforada colocada en la fachada. Según Lluís Plantalamor, se ha podido observar que los sepulcros megalíticos están concentrados en una espacio reducido de la geografía de la isla de Menorca, concretamente, entre la zona de San Clemente (Mahón) y el sureste de Alayor. También se ha podido observar que a menudo están situados en las pendientes de las colinas. Los antropólogos a través del estudio de los restos óseos han documentado que se trata de un edificio de inhumación colectiva, es decir, que las personas se enterraban sin diferenciación de sexo y edad. Los sepulcros megalíticos más conocidos son el de Ses Roques Llises, Montplè y Alcaidús.

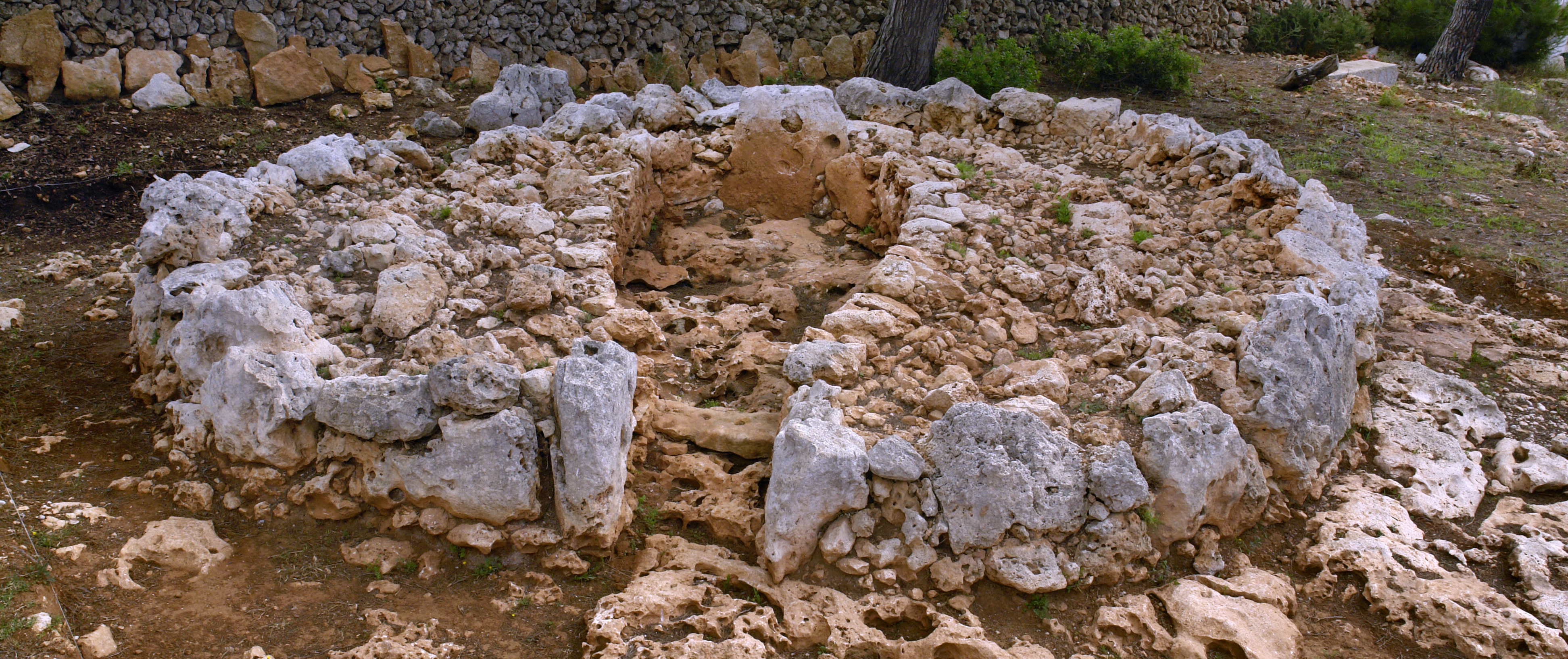
Protonaveta de Son Olivaret (Ciudadela, Menorca). Fotografía Museo de Menorca

## Protonavetas o sepulcros de triple paramento
Las protonavetas o sepulcros de triple paramento se documentaron por primera vez a inicios del siglo XXI en los yacimientos de Son Olivaret y Ses Arenes de Baix. Todas se organizan en torno a una cámara central de forma ovalada, la cual se encuentra rodeada por tres hiladas concéntricas de grandes piedras que tendrían la función de sujetar el túmulo de tierra que cubriría la estructura. Sin embargo, hay diferencias estructurales entre el sepulcro de Son Olivaret y Ses Arenes de Baix. Por ejemplo, en el sepulcro de Son Olivaret, concretamente, en el ábside se documentó una piedra en posición vertical, que no se encontró en el de Ses Arenes de Baix, aunque no se puede afirmar que no estuviera durante el pasado, ya que los arqueólogos han podido documentar la ausencia de algunos elementos arquitectónicos. También hay diferencias en cuanto a la estructura de la entrada.
Las protonavetas tienen elementos arquitectónicos comunes con los de los sepulcros megalíticos de Binidalinet y Montplè, pero sobre todo con el de Alcaidús y Ses Roques Llises, pero destaca el cambio en la forma de la cámara y el pasillo de entrada. Además, en el caso de Son Olivaret y Ses Arenes de Baix no se ha documentado ningún losa perforada. Cronológicamente se utilizaron entre el 1700 y el 1300 aC coincidiendo con el final del uso de los dólmenes.
Los restos óseos de ambos yacimientos fueron estudiados por antropólogos físicos. A través de sus estudios pudieron determinar que eran estructuras funerarias de uso colectivo, es decir, que habían enterrado más de una persona. Concretamente, se pudo saber que el yacimiento de Son Olivaret durante la época pretalaiótica se enterraron como mínimo 30 personas de edades diversas, es decir, personas adultas, infantiles, juveniles e incluso, algún bebé.

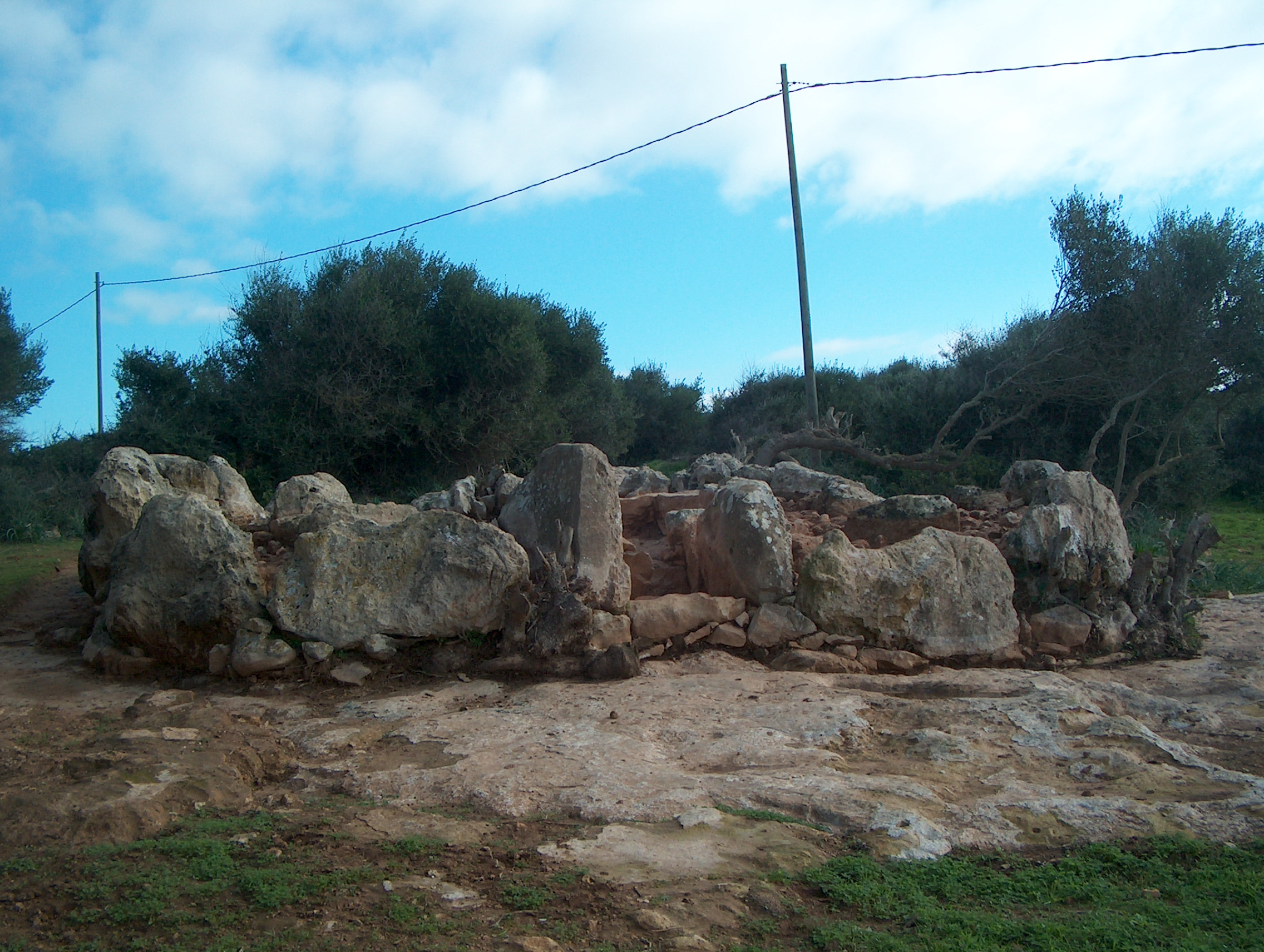
Sepulcro de triple paramento o protonaveta de Ses Arenes de Baix (Ciudadela-Menorca). Fotografía Consejo Insular de Menorca.

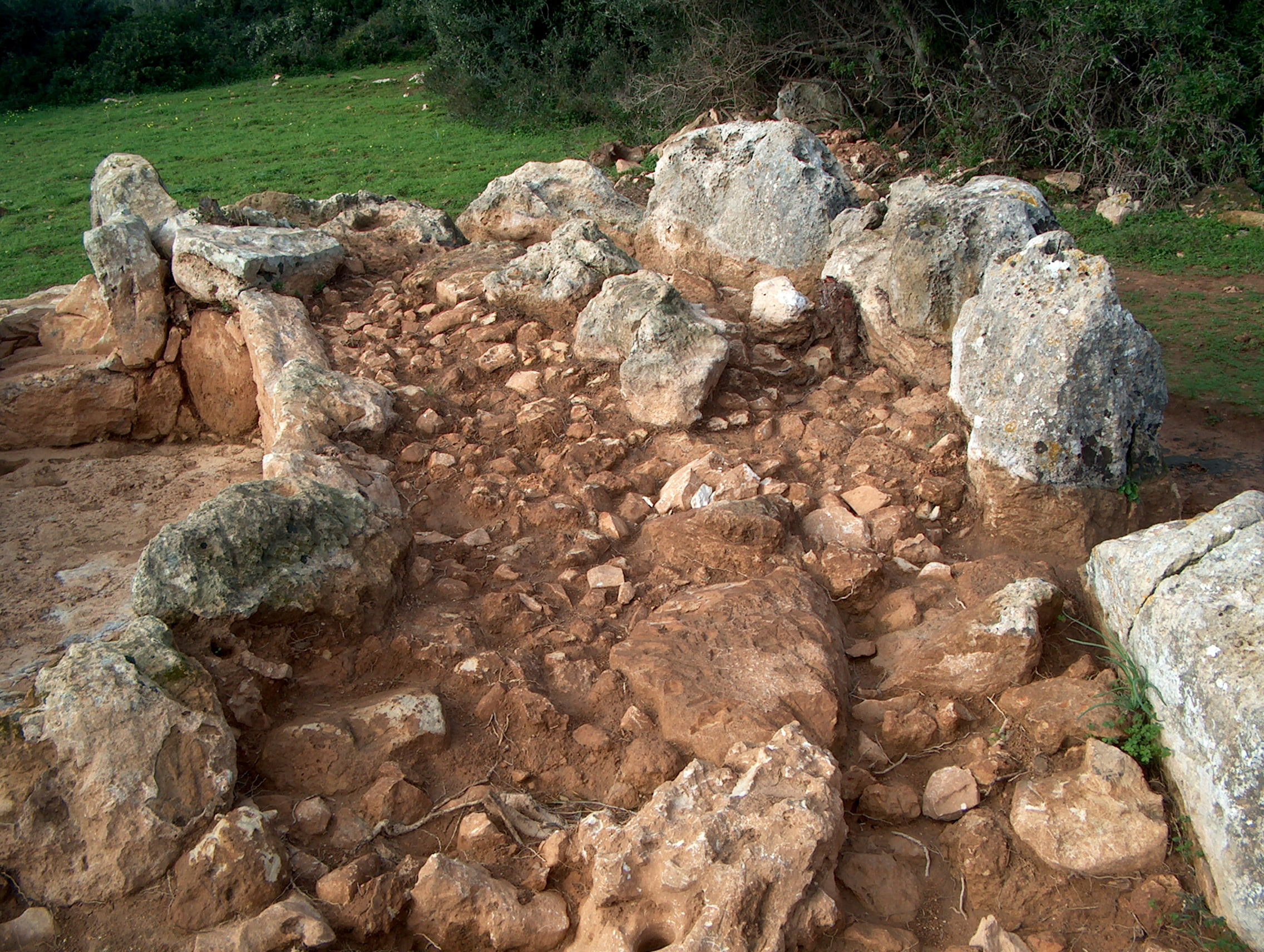
Sepulcro de triple paramento o protonaveta de Ses Arenes de Baix (Ciudadela-Menorca). Fotografía Consejo Insular de Menorca.

## Estructuras posteriores a las protonavetas o sepulcros de triple paramento
Tanto si la evolución interna fue a partir de los modelos descritos anteriormente o no, los arqueólogos han podido documentar que la estructura funeraria que cronológicamente sigue a las protonavetas o sepulcros de triple paramento son las navetas de planta circular, también llamadas navetas de tipo intermedio. Estas también se parecen a los sepulcros megalíticos y en las protonavetas, pero se caracterizan por tener una cámara rectangular y un pasillo de entrada con una losa perforada que separa la cámara del corredor. La gran diferencia con las estructuras anteriormente mencionadas recae en que el túmulo de tierra del sepulcro megalítico es sustituido en estos edificios por un recubrimiento con piedras, lo que hace más plausible la evolución hacia las navetas de enterramiento. Algunos ejemplos de este tipo de edificios son: Biniac-Argentina Oriental y Occidental, Torrellisar Vell, Torralbet y Cotaina.
Plantalamor, pudo documentar que las navetas circulares o de tipo intermedio se encontraban en un espacio muy concreto de Menorca, concretamente que estaban situados en el norte de los sepulcros megalíticos. Es decir, todas las navetas de planta circular se encuentran en las inmediaciones de la carretera de Mahón a Alayor y la que va de San Clemente en Cala'n Porter y Alayor, excepto la de Torrellisar Vell que está un poco más al oeste.

## Menorca Talayótica  Patrimonio de la Humanidad
Menorca Talayótica es un bien inscrito en la Lista del Patrimonio Mundial de la UNESCO en 2023. Se trata de un conjunto de yacimientos arqueológicos que testimonian una cultura prehistórica insular excepcional, caracterizada por una arquitectura ciclópea única. La isla conserva monumentos exclusivos como las navetas funerarias, las casas circulares, los santuarios de taula y los talayots, que se mantienen en plena armonía con el paisaje menorquín y su relación con el firmamento.
Menorca cuenta con uno de los paisajes arqueológicos más ricos del mundo, modelado por generaciones que han preservado el legado talayótico. Tiene la mayor densidad de yacimientos prehistóricos por superficie en una isla y es un símbolo de su identidad insular.
Esta zona se divide en nueve áreas que cubren yacimientos y paisajes asociados, con una cronología que va desde la aparición de las construcciones ciclópeas alrededor del 1600 a. C. hasta la romanización en el 123 a. C. El valor excepcional de sus monumentos y paisajes llevó a su inscripción en la Lista del Patrimonio Mundial de la UNESCO en 2023.